# Dehnownadeh
Dehnownadeh (persiska: دِهنُونَدِه) är en ort i Iran.   Den ligger i provinsen Chahar Mahal och Bakhtiari, i den centrala delen av landet, 400 km söder om huvudstaden Teheran. Dehnownadeh ligger 2 079 meter över havet och antalet invånare är 462.
Terrängen runt Dehnownadeh är bergig åt nordväst, men åt sydost är den kuperad. Runt Dehnownadeh är det ganska glesbefolkat, med 26 invånare per kvadratkilometer. Närmaste större samhälle är Fārsān, 13,5 km nordost om Dehnownadeh. Omgivningarna runt Dehnownadeh är i huvudsak ett öppet busklandskap.